# Arachis krapovickasii
Arachis krapovickasii es una especie de planta floral del género Arachis, categorizada en la tribu Dalbergieae, de la subfamilia Faboideae.

## Distribución
Especie nativa de América del Sur: Bolivia. Crece en el bioma subtropical.

## Taxonomía
Fue descrita por C.E.Simpson, D.E.Williams, Valls & I.G.Vargas.
Tratamiento taxonómico
La especie aparece registrada y publicada en Bonplandia (Corrientes) 14: 59 (2005).